# Der Ranzen, das Hütlein und das Hörnlein

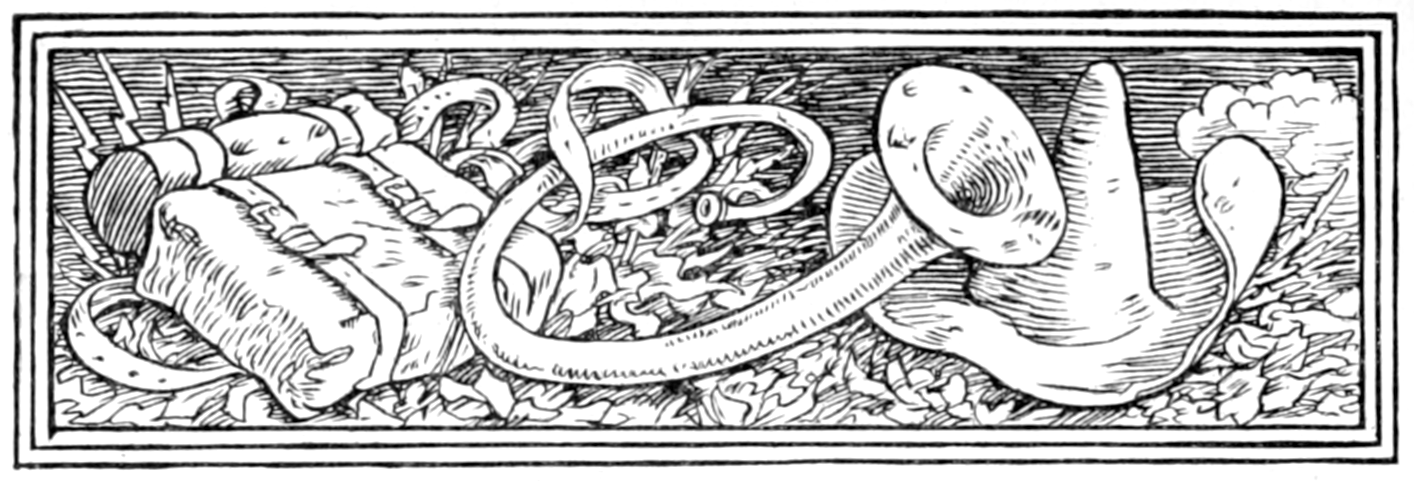
Illustration von Walter Crane, 1882

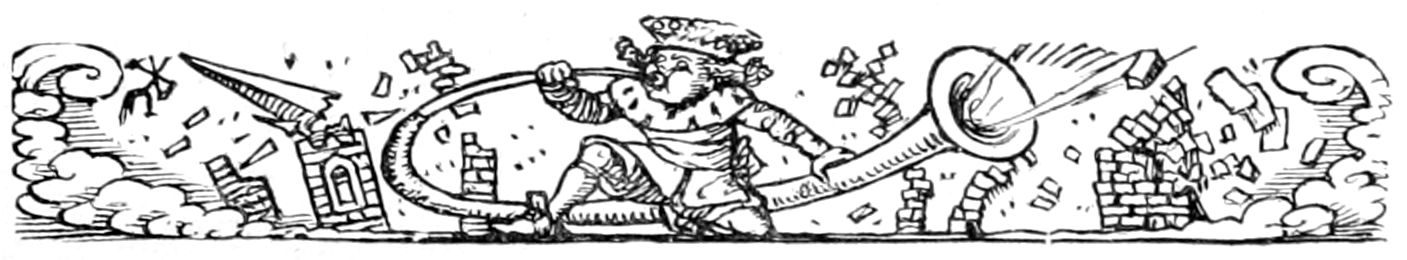
Illustration von Walter Crane, 1882

Der Ranzen, das Hütlein und das Hörnlein ist ein Märchen (ATU 569). Es steht in den Kinder- und Hausmärchen der Brüder Grimm ab der 2. Auflage von 1819 an Stelle 54 (KHM 54). In der 1. Auflage von 1812 stand es ähnlich als Von der Serviette, dem Tornister, dem Kanonenhütlein und dem Horn an Stelle 37 (KHM 37a).

## Inhalt

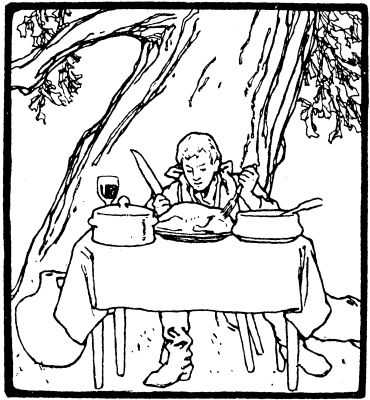
Illustration von Otto Ubbelohde, 1909

Drei arme Brüder suchen ihr Glück. In einem Wald steht ein Berg aus Silber. Der Älteste nimmt davon und geht heim, dann der Zweite bei einem aus Gold. Der Jüngste verhungert fast in einem noch größeren Wald. Auch von einem Baumwipfel aus sieht er kein Ende. Beim Herabsteigen findet er einen gedeckten Tisch. Es ist ein Wunschtischtuch. Er begegnet nacheinander drei Köhlern, die ihm dafür einen Soldatenranzen, ein Hütlein und ein Hörnlein geben. Klopft man auf den Ranzen, erscheinen drei Soldaten, von denen er sich jeweils das Tuch zurückholen lässt. Daheim verspotten ihn seine reichen Brüder, seiner schäbigen Kleidung wegen. Seine Soldaten prügeln sie und schlagen auch die Truppen des Königs. Der schickt anderntags mehr, aber der Held dreht das Hütlein auf dem Kopf, worauf Kanonen schießen. Er lässt sich die Königstochter geben. Die will ihn loshaben, nimmt ihm den Ranzen und lässt ihn wegjagen, doch er hat das Hütlein. Als sie es wieder versucht und ihm auch das nimmt, bläst er das Hörnlein. Die einfallenden Mauern erschlagen den König und seine Tochter. Er macht sich zum König.

## Herkunft und Vergleiche

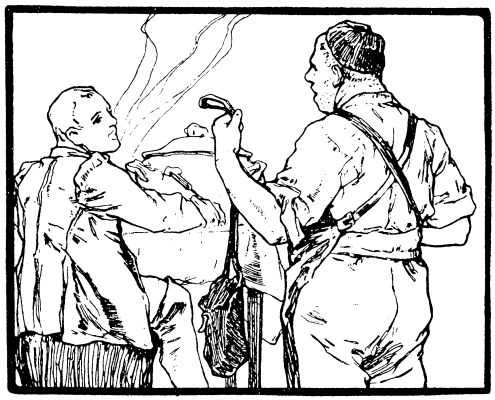
Illustration von Otto Ubbelohde, 1909

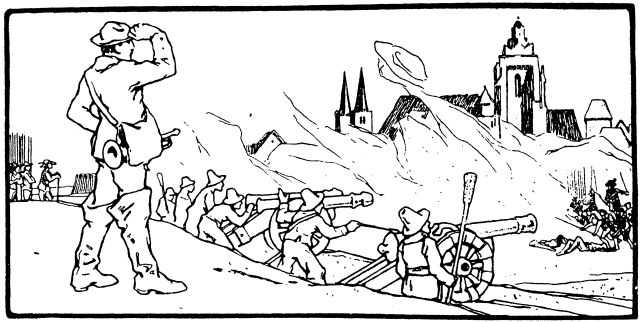
Illustration von Otto Ubbelohde, 1909

Die Handlung entspricht dem kürzeren Von der Serviette, dem Tornister, dem Kanonenhütlein und dem Horn aus der 1. Auflage und könnte wie dieses von Wachtmeister Krause stammen. Dort sind die drei armen Brüder „aus dem Schwarzenfelsischen“, wohl das historische Amt Schwarzenfels, der Ranzen ein Tornister, aus dem sechs Mann kommen. Ein Text aus Grimms Nachlass dreht sich um ähnliche Wunderdinge und Soldaten. Zum Hörnlein vgl. KHM 122 Der Krautesel.
Grimms Anmerkung notiert zur Herkunft „aus Niederhessen“ und gibt noch einen Schwank von Hans Sachs wieder: Petrus belohnt einen Landsknecht für dessen drei Pfennige, die sein ganzes Geld waren, mit Wünschwürfeln. Der Landsknecht sitzt gerade bei einer herbeigewünschten Mahlzeit, da kommt ein Bauer, dem Petrus für seine Gastfreundschaft einen Esel gegeben hat, aus dem bei Beklopfen des Schwanzes Landsknechte fallen. Vor denen scheut er sich aber aus Erfahrung im bayerischen Krieg. Der Landsknecht tauscht ihm den Esel gegen die Würfel und nimmt sie ihm dann mit zwei Landsknechten aus dem Esel wieder ab. Der König in Schweden verspricht seine Tochter dem, der ihm ohne Feuer ein edles Nachtmahl richte, will aber nicht Wort halten und verfolgt den Landsknecht mit den Hofleuten. Der produziert eine Armee und wünscht eine Mauer herum, da erhält er die Tochter. Beim Hochzeitsschmaus frisst sich der Esel tot. Man macht aus der Haut eine Trommel, auf die die Landsknechte herbeikommen (vgl. KHM 193 Der Trommler). Dazu wird verglichen Ziska S. 57 die glücklichen Brüder und ein dänischer Text nacherzählt: Drei arme Schneider kommen in einer Wüste erst zum Berg eines Zauberers, mit Silberblumen und -früchten, die mittags und mitternachts zu Silber werden, dann zu einem Garten mit Goldäpfeln. Der erste ist mit dem Silber zufrieden, der zweite mit dem Gold, sie werden reiche Händler. Der dritte sucht, bis er Berg und Garten nicht wiederfindet, und kommt dann zu einer Hexe, die mit einer Pfeife eine Gänseherde beschwört, auf sie zu treten, und die ihn bittet, sie mit einer Keule zu erlösen. Dafür findet er unter ihrem Kopf ein Wünschtischtuch. Auf dem Nachhauseweg bewirtet er damit einen Reiter, der ihm dafür eine Patronentasche gibt, aus der auf Beklopfen Soldaten und Musikanten kommen. Damit nimmt ihm der Schneider das Tuch wieder ab. Daheim stellt er sich bei Frau und Kameraden erst arm und lädt alle zu einem Festessen mit Musik und Salutschüssen. Der Fürst, der erst meint, der Feind komme, wird bewirtet, aber nimmt sich das Tuch mit Gewalt, als der Schneider es nicht verkaufen will. Der folgt ihm ins Schloss, wird verdroschen, aber besiegt den Fürst mit der Patronentasche. Bei Ignaz Vinzenz Zingerle S. 143 Beutel, Hütlein und Pfeiflein und S. 61 die vier Tücher; Heinrich von Kleists und Adam Müllers Zeitschrift Phöbus 6, 1808, S. 8–17 Das Märchen von der langen Nase; Fortunat; KHM 36 Tischchen deck dich, Goldesel und Knüppel aus dem Sack; Wolfs Hausmärchen S. 116 Die Räuberhöhle im Walde und Zingerle S. 73; niederländisch in Wolfs Wodana Nr. 5, S. 69; dänisch bei Molbech Nr. 37; tartarisch Relations of Ssidi Kur; walachisch bei Schott Nr. 54.
Hans-Jörg Uther sieht als literarische Vorläufer ebenfalls zwei Landsknechtsschwänke von Hans Sachs. Die Handlung ist auf den abschließenden Bruderkonflikt ausgerichtet, doch lässt der erste Teil sozialhistorische Bezüge erkennen: In einem Umfeld vagierender Bettler und Soldaten gediehen Wünsche nach materiellem Überfluss wie in KHM 158 Das Märchen vom Schlauraffenland. Der Wunsch nach einer großen Armee sieht Lutz Röhrich „wie der Feldherrntraum eines Soldaten aus“. Schon Ulrich Jahn merkte, dass Gewehr und Kanone das alte Zauberschwert ablösten.
Vgl. Ludwig Bechsteins Des kleinen Hirten Glückstraum, Der Wandergeselle, Die Wünschdinger, aber auch schon Johann Karl August Musäus’ Rolands Knappen.